# キム・ワンソン
キム・ワンソン（김완선、金緩宣、1969年5月16日 - ）は、韓国の歌手。1980年代中半から1990年代初頭にかけて韓国で絶大な人気を誇り、さらに日本でシルエット名義、台湾で金莞萱名義でデビューした。2011年に韓国歌謡界に復帰した。
本貫は慶州金氏。

## 来歴
彼女はキム・チャンフンにプロデュースされ1986年に「今夜（오늘밤）」でデビュー。ダンシング・クイーンと呼ばれるほどの高いダンス力を武器に、瞬く間に韓国最高のアイドルスターの地位を獲得し、ゴールデンディスク賞新人賞、KBS歌謡大賞新人賞を始め、その年の新人賞を総なめにする。また、日本の朝日放送テレビのおはよう朝日ですにも出演して「今夜」を歌唱したこともある。
その後も順調にヒットを重ね、1987年から1991年まで5年連続でKBS歌謡大賞歌手賞を受賞するなど、韓国歌謡界最高の人気スターとして君臨する。中でも、1990年の「ピエロは私たちを見て笑うだろう（삐에로는 우릴 보고 웃지）」は100万枚の売上を記録し自己最大のヒットを記録する。
1989年には、シルエットの名義で日本デビューも果たした。
日本では「ランバダ」をカバーし、「今夜」の日本語歌詞、「一人庭の前で」などで活動し、コンサートを行ったこともあるが良い成果が残せなかった。
1992年、今までのダンスポップのイメージからバラード色の強い「哀愁（애수）」を発表する。この年の11月以降韓国での活動を休止。韓国歌謡界から事実上の引退をした。しかし、本人は後に「引退宣言は企画された偽り引退だった」と明らかにした。
1994年に台湾に活動拠点を移し3枚の北京語（國語）アルバムをリリースする。台湾でのバラエティー番組にも多く出演し、「高麗妹」と呼ばれた。その後、1996年、2002年、2005年に韓国でアルバムをリリースして一時的ではあるが韓国歌謡界に復帰する。
2011年4月に初のEPアルバム「Super Love」で6年ぶりに復帰する。復帰後はミュージックバンク、開かれた音楽会、ショー!音楽の中心などに出演し、精力的に活動。10月には「Be Quiet」をリリース。この曲では、BEASTのヨン・ジュンヒョンがフィーチャリングで参加している。

## ディスコグラフィー

### 韓国
- 1集「今夜 （오늘밤）」（1986年4月11日）
- 2集「ひとり庭の前で （나홀로 뜰앞에서）」（1987年5月7日）
- 3集「ひとりで踊るのはとても寂しい （나홀로 춤을 추긴 너무 외로워）」（1988年8月20日）
- 4集「気持ち良い日 （기분 좋은 날）」（1989年6月10日）
- 5集「ピエロは私たちを見て笑うだろう （삐에로는 우릴 보고 웃지）」（1990年7月1日）
- 6集「哀愁 （애수）」（1992年4月1日）
- 7集「Innocence」（1996年10月5日）
- 8集「S & Remake」（2002年7月23日）
- 9集「rEturN」（2005年10月28日）
- 10集「The Original」（2017年4月18日）
- EP1「Super Love」（2011年4月21日）
- デジタルシングル「Be Quiet (feat. ヨンジュンヒョン of BEAST)」（2011年10月25日）
- EP2「The Beer」（2012年9月11日）
- デジタルシングル「Goodbye My Love (feat. Tiger JK & Bizzy)」（2014年7月7日）
- デジタルシングル「子犬강아지」（2016年2月18日）
- デジタルシングル「Use Me (feat. Ravi of Vixx)」（2016年5月1日）
- デジタルシングル「Set Me On Fire (feat. Kebee)」（2016年7月20日）
- デジタルシングル「Odisseya」（2016年11月15日）
- ベスト・アルバム「The Original」（2017年4月18日）
- デジタルシングル「Oz On The Moon」（2017年11月13日）
- デジタルシングル「Jelly Christmas」（2017年11月30日）
- デジタルシングル「Tonight」（2018年5月14日)
- デジタルシングル「心臓が覚えてる」（2018年10月12日）
- デジタルシングル「ピエロは私たちを見て笑うだろう2019」（2019年8月24日）
- EP3「Yellow」（2020年4月22日）
- デジタルシングル「Feeling」（2022年1月6日）
- デジタルシングル「사과꽃沙果の花」（2022年10月25日）
- デジタルシングル「Open Your Eyes」（2023年4月12日）
- デジタルシングル「이젠 잊기로해요Let's Forget RE-WAKE」（2023年7月22日）
- デジタルシングル「Last Kiss」（2023年8月10日）

### 台湾
- 1集「THe FirSt ToUCh」（1994年7月14日）
- 2集「極度魅力」（1995年7月15日）
- 3集「迷迷糊糊」（1996年4月25日）

### 日本
- シングル「ランバダ」（1990年3月21日、「シルエット」名義）

## 受賞歴
- ゴールデンディスク賞新人賞（1986年）
- KBS歌謡大賞新人賞（1986年）
- 月刊ハイティーン新人賞（1987年）
- ゴールデンディスク授賞式本賞（1987年）
- KBS歌謡大賞歌手賞（1987年）
- KBS歌謡大賞歌手賞（1988年）
- ゴールデンディスク授賞式本賞（1990年）
- KBS歌謡大賞歌手賞（1990年）
- ゴールデンディスク授賞式本賞（1991年）
- KBS歌謡大賞歌手賞（1991年）
- MBC10大歌手歌謡祭歌手賞（1991年）
- SBS歌謡大賞歌手賞（1991年）
- ゴールデンディスク授賞式本賞（1992年）
- ABU国際歌謡祭 最優秀人気歌手賞（1995年）
- SBS芸能大賞 新人賞（2015年）
- SBS芸能大賞 BEST COUPLE賞（2016年）
- 第10回 大韓民国 大衆文化芸術賞 国務総理表彰 (2019年)
- 第11回 Seoul Success大賞 歌手大賞 (2019年)